# Palakurthi
Palakurthi là một thị trấn thống kê (census town) của quận Karimnagar thuộc bang Andhra Pradesh, Ấn Độ.

## Nhân khẩu
Theo điều tra dân số năm 2001 của Ấn Độ, Palakurthi có dân số 6964 người. Phái nam chiếm 52% tổng số dân và phái nữ chiếm 48%. Palakurthi có tỷ lệ 56% biết đọc biết viết, thấp hơn tỷ lệ trung bình toàn quốc là 59,5%: tỷ lệ cho phái nam là 66%, và tỷ lệ cho phái nữ là 46%. Tại Palakurthi, 13% dân số nhỏ hơn 6 tuổi.